# The Sombrero Kid
Pour plus de détails, voir Fiche technique et Distribution.
The Sombrero Kid est un film américain réalisé par George Sherman, sorti en 1942.

## Fiche technique
- Titre : The Sombrero Kid
- Réalisation : George Sherman
- Scénario : Norman S. Hall (en)
- Photographie : William Bradford (en)
- Pays de production : États-Unis
- Format : Noir et blanc - 1,37:1
- Genre : western
- Durée : 56 minutes
- Date de sortie : 1942

## Distribution
- Donald Barry : Jerry Holden alias Jerry Clancy
- Lynn Merrick : Dorothy Russell
- Robert Homans : Marshal Thomas Holden
- John James :  Tommy Holden
- Joel Friedkin :Uriah Martin
- Rand Brooks : Philip Martin
- Stuart Hamblen (en) : Smoke Denton
- Robert McKenzie (en) : Juge Tater
- Anne O'Neal : Mme Barnett